# Aurskog
Aurskog es un antiguo municipio del condado de Akershus, Noruega. Su centro administrativo fue Aursmoen.
Aurskog fue la ubicación de la Batalla de Toverud. La parroquia de Urskog se estableció como municipio el 1 de enero de 1838 (véase formannskapsdistrikt). El 1 de julio de 1919, el distrito de Blaker se separó para formar un municipio de su propio. La división dejó a Aurskog con una población de 3.102 habitantes.
El 1 de enero de 1966 Aurskog se fusionó con Nordre Høland, Søndre Høland y Setskog para formar un nuevo municipio Aurskog-Høland. Antes de la fusión Aurskog tenía una población de 3.129 habitantes.

## Topónimo
El municipio (originalmente parroquia) es nombrado después como la antigua granja Ør (Nórdico Aurr 'caminio de ripio'), ya que la primera iglesia fue construida aquí. El último elemento es skog (Nórdico skógr) 'de madera' - y el significado del nombre completo es "el bosque alrededor de la granja Aurr'. Hasta 1918, el nombre fue escrito como "Urskog".